# Тынчтык (Сары-Колотский айылный аймак)
Тынчтык (кирг. Тынчтык) — село в Кара-Сууском районе Ошской области Кыргызстана. Входит в состав Сары-Колотского айылного аймака.

## География
Село расположено в северо-западной части области, на берегу канала Савай, на расстоянии приблизительно 5 километров (по прямой) к востоку от города Кара-Суу, административного центра района.

## Население
Согласно оценочным данным Национального статистического комитета Кыргызской Республики, численность населения села на начало 2023 года составляла 924 человека.
| год     | 2009 | 2014 | 2015 | 2020 | 2021 | 2023 |
| ------- | ---- | ---- | ---- | ---- | ---- | ---- |
| человек | 740  | 681  | 697  | 848  | 854  | 924  |